# Anthracoidea schoenus
Anthracoidea schoenus är en svampart som först beskrevs av Gordon Herriot Cunningham, och fick sitt nu gällande namn av Vánky 1979. Anthracoidea schoenus ingår i släktet Anthracoidea och familjen Anthracoideaceae.   Inga underarter finns listade i Catalogue of Life.